# Yes, God, Yes
Yes, God, Yes is een Amerikaanse komedie-dramafilm uit 2019, geschreven en geregisseerd door Karen Maine en met Natalia Dyer in de hoofdrol. Het is Maine's regiedebuut  gebaseerd op haar gelijknamige korte film uit 2017, met ook in de hoofdrol Dyer. De film ging in première op het SXSW Film Festival op 8 maart 2019. Het werd op 24 juli 2020 uitgebracht in geselecteerde drive-in theaters en virtuele bioscopen, voordat het op 28 juli 2020 digitaal en op video on demand werd gelanceerd.

## Verhaal
Het is de herfst van 2000. Alice is een seksueel onervaren, maar nieuwsgierig junior op een strikt Midwesten co-ed katholieke middelbare school, waar vader Murphy instrueert haar Moraliteit klas dat seksuele activiteiten niet gericht in de richting van de voortplanting binnen een heteroseksueel huwelijk is verdoemd voor alle eeuwigheid. Ze worstelt met het accepteren van haar ontluikende gevoelens van seksueel verlangen nadat zowel vader Murphy als haar beste vriendin, Laura, haar ertoe hebben gebracht zich voor hen te schamen.
Alice en Laura besluiten allebei om de volgende "Kirkos"-retraite van de school bij te wonen - Alice om terug te keren naar het pad van rechtschapenheid, en Laura om geaccepteerd te worden door Nina, een populaire senior. Wanneer ze op de retreatcampings aankomen, is Laura opgewonden om te ontdekken dat Nina een retreatleider is, terwijl Alice naar Chris kijkt, een knappe senior die ook een retreatleider is. Chris is vriendelijk en enthousiast, en nadat Alice aan zijn groep is toegewezen, beginnen de twee zich te hechten. Die nacht, tijdens het spelen op haar smokkelwaar mobiele telefoon, Alice ontdekt per ongeluk een ander gebruik van de trilfunctie van de telefoon; ze stopt echter kort nadat ze naar het kruisbeeld heeft gekeken dat in haar kamer hangt.
Op de tweede dag van de retraite doet Alice alsof ze een blessure oploopt tijdens een wandeling om dichter bij Chris te komen. Nina neemt de telefoon van Alice in beslag; en, als straf, wijst pater Murphy Alice toe aan schoonmaakwerkzaamheden rond het retraitehuis. Als ze eenmaal alleen is, logt ze in op een AOL- chatroom vanaf de computer van pater Murphy op kantoor om te vragen wat "salade gooien" betekent; voordat ze erachter kan komen, zorgt het geluid van voetstappen ervoor dat ze haastig de computer uitzet en weggaat. Ze komt Nina tegen, die Alice luchthartig schuldig maakt over Alice's veronderstelde seksuele ontmoeting met Wade, een ander voorbeeld van Alice's onvermogen om vrij te zijn van het gerucht, zelfs terwijl 'op de tijd van Jezus'.
Op de derde dag van de retraite kondigt pater Murphy zijn ontdekking aan van een expliciete chat op zijn computer; natuurlijk claimt niemand de verantwoordelijkheid. Hij dwingt Alice later om te bekennen dat ze handelt op haar seksuele verleidingen met Wade, en gelooft niet dat ze erop staat dat er niets is gebeurd. Alice confronteert Wade met zijn medeplichtigheid aan de verspreiding van het gerucht door het niet te ontkennen, en hij vertrekt zonder zijn fout toe te geven of zich te verontschuldigen. Alice is weer aan het schoonmaken en is getuige van Nina die kuste en daarna viel, een andere senior leider in het bos; Alice deelt dit met Laura, die weigert Alice te geloven, Alice ervan beschuldigt in te breken in het kantoor van pater Murphy, en hun vriendschap beëindigt door Alice een "perverse psychopaat" te noemen. Alice keert terug naar het kantoor van Father Murphy en zoekt Wade op voor de eerdere inbraak; terwijl ze zich verstopt om haar te laten ontsnappen, betrapt ze pater Murphy terwijl ze masturbeert naar een pornovideo die op zijn computer is opgeslagen. Buiten, zichzelf alleen vinden met Chris, kust Alice hem, maar hij raakt overweldigd en rent weg. Die nacht vlucht Alice de camping en stuit ze op een lesbische bar, waar zij en de eigenaar, Gina, medelijden hebben over hoe de angst voor verdoemenis de ontwikkeling van een adolescent kan verstoren. Gina adviseert Alice en geeft haar een rit terug naar de retraite, het stimuleren van Alice te kijken naar hogescholen op het Westen en het Oosten Coasts en ten slotte verzachte Alice' nieuwsgierigheid naar wat "tossing salade" betekent.
Op de laatste dag van de retraite raakt Alice bevriend met een sociaal onhandige klasgenoot terwijl pater Murphy Wade apart houdt. Met Wade aan de haak voor het expliciete chatincident, sluit Laura vrede met Alice. Tijdens een sessie met de hele groep herinnert Alice de deelnemers aan de retraite eraan dat iedereen "dingen verbergt" en smeekt ze om elkaar eerlijk en respectvol te behandelen, zoals Jezus wilde.
Terug op school verzekert Alice een nog steeds ongemakkelijke Chris dat ze gewoon vrienden kunnen zijn. Alice keert terug naar verzoening met pater Murphy en onthult stoutmoedig dat ze een video zag tijdens de retraite van mensen die seks hadden - beiden wisten, maar bespraken niet de implicaties van haar bekentenis. Vader Murphy legt een zwaardere boete op (honderd gebeden), maar in plaats van in de kapel te blijven, gaat Alice naar huis om de seksscène in Titanic te herbekijken en te masturberen.

## Cast
- Natalia Dyer als Alice
- Timothy Simons als Vader Murphy
- Wolfgang Novogratz als Chris
- Allison Shrum als Heather
- Francesca Reale als Laura
- John Henry Ward als Adam
- Susan Blackwell [3] als Gina
- Parker Wierling als Wade
- Alisha Boe als Nina
- Donna Lynne Champlin als Mrs. Veda
- Matt Lewis als vader

## Ontvangst
Op beoordeling aggregator Rotten Tomatoes, de film heeft een goedkeurings beoordeling van 94% op basis van 96 beoordelingen, met een gemiddelde score van 7,19 / 10. De consensus van de critici van de website luidt: "De charmante uitvoering van Natalia Dyer - en het gevoelige werk van schrijver-regisseur Karen Maine - zal het publiek Yes, God, Yes laten zeggen tegen deze coming-of-age dramedie."  Op Metacritic heeft de film een gewogen gemiddelde score van 71 van de 100, gebaseerd op 19 critici, die aangeven "in het algemeen gunstige recensies".